# Bolschoi Ului
Bolschoi Ului (russisch Большо́й Улу́й) ist ein großes Dorf (selo) in der Region Krasnojarsk in Russland mit 3340 Einwohnern (Stand 14. Oktober 2010).

## Geographie
Der Ort liegt etwa 160 km Luftlinie westnordwestlich des Regionsverwaltungszentrums Krasnojarsk in der Tschulymebene im äußersten Südosten des Westsibirischen Tieflands. Er befindet sich am rechten Ufer des Ob-Nebenflusses Tschulym bei der Einmündung des namensgebenden rechten Zuflusses Bolschoi Ului (Großer Ului).
Bolschoi Ului ist Verwaltungszentrum des Rajons Bolscheuluiski sowie Sitz der Landgemeinde (selskoje posselenije) Bolscheuluiski selsowet, zu der außerdem die Dörfer Klimowka (5 km westlich, links des Tschulym) und Krasny Lug (6 km nordnordöstlich) sowie die Siedlungen Sosnowy Bor (4 km südsüdwestlich) und Tichi Rutschei (2 km südlich) gehören.

## Geschichte
Das Dorf wurde 1771 gegründet und nach dem dort mündenden Fluss benannt. 1894 wurde es Sitz einer Wolost. Ab 4. April 1924 war Bolschoi Ului erstmals Verwaltungssitz eines nach ihm benannten Rajons, der jedoch 1928 bereits wieder aufgelöst wurde. Seit 1944, mit Unterbrechung von 1963 bis 1965, besteht der Rajon wieder.

## Bevölkerungsentwicklung
| Jahr | Einwohner |
| ---- | --------- |
| 1859 | 594       |
| 1897 | 936       |
| 1959 | 3660      |
| 1970 | 4268      |
| 1979 | 4153      |
| 1989 | 4003      |
| 2002 | 3417      |
| 2010 | 3340      |

Anmerkung: ab 1897 Volkszählungsdaten

## Verkehr
Das Dorf wird östlich von der Regionalstraße 04K-002 umgangen, die knapp 40 km südlich in Atschinsk an der föderalen Fernstraße R255 von Nowosibirsk nach Irkutsk beginnt und von Bolschoi Ului weiter den Tschulym abwärts über das nördlich benachbarte Rajonzentrum Nowobiriljussy bis ins Dorf Biriljussy verläuft. In östlicher Richtung führt die 04N-250 zur nächstgelegenen, etwa 25 km entfernten Bahnstation Tajoschnaja bei der Siedlung Tajoschka an der Strecke von Atschinsk an der Transsibirischen Eisenbahn nach Lessosibirsk. In der eisfreien Zeit quert bei Bolschoi Ului eine Pontonbrücke den Tschulym, über die die Regionalstraße 04K-018 zu den Dörfern des Rajons westlich des Flusses und weiter in Richtung Atschinsk führt.